# Actaea (maan)
Actaea, officieel (120347) Salacia I Actaea, is een natuurlijke satelliet van het klassieke Kuipergordelobject 120347 Salacia. Zijn diameter wordt geschat op 300 km, ongeveer een derde van de diameter van Salacia; daarom worden Salacia en Actaea door sommige astronomen gezien als een binair systeem. Aangenomen dat de volgende schattingen van de grootte juist zijn, is Actaea ongeveer de zesde-grootste bekende maan van een trans-Neptunisch object, na Charon (1212 km), Dysnomia (700 km), Vanth (443 km), Ilmarë (326 km) en Hiʻiaka (320 km), maar mogelijk ook Hiisi (250 km).

## Ontdekking en naam
Hij werd op 21 juli 2006 ontdekt door Keith S. Noll, Harold Levison, Denise Stephens en Will Grundy met de Hubble-ruimtetelescoop. Op 18 februari 2011 werd hij officieel Actaea genoemd, naar de nereïde Aktaia.

## Baan

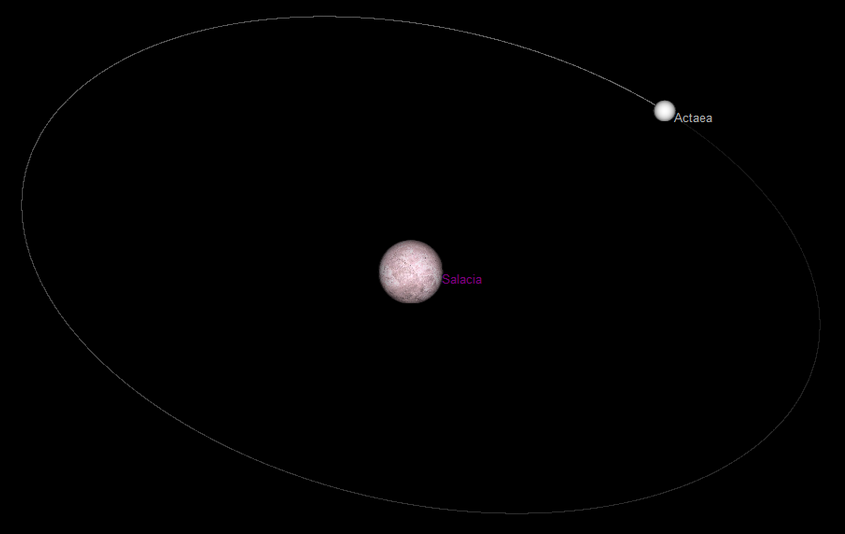
De baan van de maan.

Actaea draait om de 5,493 dagen om zijn primaire as op een afstand van 5619±87 km en met een excentriciteit van 0,0084±0,0076. De verhouding van zijn halve lange as tot zijn primaire Heuvelstraal is 0,0023, de nauwste trans-Neptunische dubbelster met een bekende baan.

## Fysische kenmerken
Actaea is 2,372±0,060 magnituden zwakker dan Salacia, wat bij gelijke albedo's een diameterverhouding van 2,98 impliceert. Uitgaande van gelijke albedo's heeft hij dus een diameter van 303±35 km. Actaea heeft dezelfde kleur als Salacia (V-I = 0,89±0,02 en 0,87±0,01, respectievelijk), wat de aanname van gelijke albedo's ondersteunt. Men heeft berekend dat het Salacia-systeem voldoende getijdenevolutie moet hebben ondergaan om hun banen te laten cirkelen, wat in overeenstemming is met de lage gemeten excentriciteit, maar dat de primaire niet getijdengesloten hoeft te zijn geweest. De lage dichtheid die voor het systeem is berekend (1,16 g/cm³) impliceert dat zowel Salacia als Actaea voornamelijk uit waterijs bestaan. Salacia en Actaea zullen elkaar in 2067 occulteren. De massa van het stelsel is 4,66 ± 0,22 × 1020 kg, waarvan ongeveer 4% in Actaea zit.